# Happy Together (album)
Happy Together treći je studijski album američkog rock sastava The Turtles. Album je objavljen 29. travnja 1967. godine, a objavila ga je diskografska kuća White Whale Records.
Album je sastavu donio slavu, poglavito s naslovnim hitom "Happy Together". Također, na ovom albumu sastav uvodi više elemenata rock glazbe.

## Popis pjesama
Tekstovi i glazba: Članovi sastava i dva dodatna tekstopisca. 
| 1. | »Makin' My Mind Up"«        | 2:16 |
| 2. | »Guide for the Married Man« | 2:44 |
| 3. | »Think I'll Run Away«       | 2:31 |
| 4. | »The Walking Song«          | 2:44 |
| 5. | »Me About You«              | 2:32 |
| 6. | »Happy Together«            | 2:56 |

| Druga strana | Druga strana                | Druga strana | Druga strana | Druga strana | Druga strana | Druga strana | Druga strana | Druga strana | Druga strana |
| Br.          | Skladba                     | Trajanje     |              |              |              |              |              |              |              |
| ------------ | --------------------------- | ------------ | ------------ | ------------ | ------------ | ------------ | ------------ | ------------ | ------------ |
| 7.           | »She'd Rather Be with Me«   | 2:21         |              |              |              |              |              |              |              |
| 8.           | »Too Young to Be One«       | 2:00         |              |              |              |              |              |              |              |
| 9.           | »Person Without a Care«     | 2:25         |              |              |              |              |              |              |              |
| 10.          | »Like the Seasons«          | 1:56         |              |              |              |              |              |              |              |
| 11.          | »Rugs of Woods and Flowers« | 3:05         |              |              |              |              |              |              |              |
| 26:41        |                             |              |              |              |              |              |              |              |              |

## Zasluge
The Turtles
- Howard Kaylan – vokali
- Mark Volman – vokali, sporedni instrumenti
- Al Nichol – gitara, prateći vokali
- Jim Tucker – ritam gitara
- Jim Pons – bas-gitara, prateći vokali
- John Barbata – bubnjevi

Ostalo osoblje
- Armin Steiner – inženjer zvuka
- Bruce Botnick – inženjer zvuka
- Guy Webster – fotografija
- Bones Howe – produciranje
- Joe Wissert – produciranje
- Tom Wilkes – omot albuma